# 坂井俊樹
坂井 俊樹（さかい としき、1951年11月2日 - ）は、日本の教育学者。開智国際大学教授。元東京学芸大学教授。専門は社会科教育、韓国歴史教育。

## 来歴・人物
東京都生まれ。埼玉大学教育学部小学校教員養成課程卒業。東京学芸大学大学院教育学研究科社会科教育専攻修士課程修了。
2003年、論題「現代韓国における歴史教育の成立と葛藤」により、東京学芸大学より博士（教育学）。

## 著書・論文

### 著書
- 『現代韓国における歴史教育の成立と葛藤』、御茶の水書房、2003年
- 『日本と韓国の歴史共通教材をつくる視点』、梨の木社、2003年
- 『日本と韓国の共通的未来』、日本ドイツ研究所、2003年
- 『日本と韓国の歴史教科書を読む視点』、梨の木社、2000年
- 『中学校・総合的学習と社会科』、日本文教出版、2000年
- 『韓国・朝鮮と近現代史教育―共存・共生の視点から』、大月書店、1997年

### 論文
- 「高リスク社会に向き合う教育的営みの創造  -リスク社会を視野に入れた教員養成プログラム開発の基礎研究」（『日本教育大学協会研究年報』 32, 209-222, 2014年）
- 「東日本大震災・被災地の現在」（『社会科教育研究』  The Journal of social studies (115), 116-127, 2012年）
- 「教科の『授業力』における諸科学との連携の課題  -人文社会系教育を中心とした教育実践研究の意味の再考」（『日本教育学会大會研究発表要項』 68, 242-243, 2009年）
- 「地域 -日本から世界から　-揺れる韓国の歴史教育と新設『東アジア史』」（『歴史地理教育』 (748), 86-91, 2009年）
- 「東アジア『歴史和解』と歴史共通教材  -最近の議論をもとに考える」（『社会科教育研究』  The Journal of social studies (103), 31-37, 2008年）
- 「東アジア『歴史和解』への教育学的接近  -いくつか発刊された歴史共通教材をもとに考える」（『日本教育学会大會研究発表要項』 66, 226-227, 2007年）
- 「教員養成における〈体験〉-〈省察〉的プログラムの動向と課題 -日本及びアジア諸国の事例に関する考察」（共著）（『日本教育大学協会研究年報』 25, 243-255, 2007年）
- 「日韓の歴史教育、何が課題か」（『歴史地理教育』 (691), 15-21, 2005年）
- 「小学校英語教育と国際理解教育の可能性と課題を探る」（東京学芸大学教員養成カリキュラム開発研究センター, 65-76/, 2004年）
- 「戦後韓国の民族主義と日本―『国定』歴史教科書を巡る苦悩」（アソシエ編集委員会『アソシエ』,8/, 98-110/, 2002年）
- 「戦後韓国の歴史教育と日本」（日本歴史学協会『日本歴史学協会年報』, 17/, 25-33/, 2002年）
- 「日韓の留学生たちはどうなる? 日韓の教育交流は個人間の信頼が支える」（『望星』 32(11), 32-37, 2001年）
- 「1970年代、韓国におけるセマウル運動と歴史認識」（『青丘学術論集』 (16), 263-297, 2000年）
- 「韓国との歴史教科書改善のための共同研究 -21世紀に何が提言できるか」（『歴史地理教育』 (593), 76-81, 1999年）
- 「資料 日本の歴史教科書における平和意識と中国についての記述 -1982年「教科書問題」の後どう変化したのか」（共著）（『平和教育研究年報』 (27), 47-52, 1999年）
- 「韓国解放直後における民族主義歴史教育の主張とその葛藤  『新民族主義歴史学』の建国理念を中心に」（『日本の教育史学』 教育史学会紀要 41, 152-173, 1998年）
- 「『答申』は社会科を変える条件整備として機能するか」（『教育評論』 (618), 13-16, 1998年）
- 「韓国国史教科書変遷とイデオロギー」（日本社会科教育学会『社会科教育研究』, 77/, 1-15/, 1997年）
- 「15年戦争に関する日本の学生の意識  -『日中の歴史に関する意識調査』から」（共著）（『日本教育学会大會研究発表要項』 54, 86-87, 1995年）
- 「在日韓国・朝鮮人と歴史教育の課題(その1)  -民族共生論にたつ教育実践論の追求」（『東京学芸大学紀要』 第3部門, 社会科学 46, 229-241, 1995年）
- 「歴史学研究会大会特設部会『歴史学と歴史教育のあいだ』参加記」（共著）（『歴史学研究』 (650), p57-60, 1993年）
- 「アジア的認識にたつ平和教育の課題 -人間の生き方という主体性に焦点をあてた授業の創造」（『東京学芸大学紀要』 第3部門, 社会科学 42, 71-85, 1991年）
- 「戦争責任と教育の課題 -平和教育としての社会科再生にむけて」（『歴史評論』 (484), p40-55,28, 1990年）
- 「敗戦直後における教育実践の分析  -東京第三師範学校附属国民学校の社会科成立過程について」（『東京学芸大学紀要』 第3部門, 社会科学 39, 123-142, 1987年）
- 「幕末期,武蔵国足立郡における地主-小作関係の展開について  -村落慣行及び小作騒動の分析を中心として」（『東京学芸大学紀要』 第3部門, 社会科学 35, 245-263, 1983年）